# بنات حواء (فلم)
بنات حواء هو فيلم مصري كوميدي أبيض وأسود تمّ عرضه 1 مارس 1954 ، من تأليف أبو السعود الإبياري وإخراج نيازي مصطفى و بطولة محمد فوزي ومديحة يسري ، وتصل مدة عرضه 115
دقيقة.

## قصة الفيلم
وحيد (محمد فوزي) شاب رسام. وهو في طريقه للاشتراك في معرض بلوحته الجديدة، يصدم بسيارة ويصر على رسم صاحبتها (مديحة يسري) السيدة المناضلة من أجل حقوق المرأة ومساوتها بالرجل عوضا عن اللوحة القديمة. و هنا تحدث الكثير من المفارقات الكوميدية حتى يتم الزواج بينهما.

## شخصيات الفيلم
- محمد فوزي (وحيد)
- مديحة يسري (عصمت)
- شادية (حكمت)
- إسماعيل ياسين (أناناس)
- زينات صدقي (زغليلة)
- محمد رضا
- ثريا سالم
- عبد المنعم إسماعيل (التمرجى)
- أدمون تويما (صاحب معرض الصور)
- عواطف رمضان

## أغاني الفيلم[1]
- أنا بنت حلوة-يا جارحة القلب-الزهور: كلمات صالح جودت.
- لقيته-استعراض الأزياء: كلمات أبو السعود الإبياري.
- الموال:كلمات :عبد العزيز سلام.
- تعب الهوى قلبي: كلمات فتحي قورة.

## فريق العمل
- إخراج : نيازي مصطفى
- إنتاج : أفلام محمد فوزي
- قصة وحوار : أبو السعود الإبياري
- سيناريو : نيازي مصطفى
- مدير التصوير : وحيد فريد
- مونتاج : إميل بحري
- توزيع : استديو مصر
- تم التصوير في استديو مصر ومحلات شملا
- تم الطبع والتحميض في معامل استوديو مصر

## روابط خارجية
- مقالات تستعمل روابط فنية بلا صلة مع ويكي بيانات